# Collierville (Californie)
Pour la ville du Tennessee, voir Collierville (Tennessee).
Collierville est une census-designated place située dans le comté de San Joaquin, dans l’État de Californie, aux États-Unis. Lors du recensement de 2010, sa population s’élevait à 1 934 habitants.

## Démographie
| 2000  | 2010  | - | - | - | - |
| ----- | ----- | - | - | - | - |
| 1 776 | 1 934 | - | - | - | - |